# Erdbachhöhle

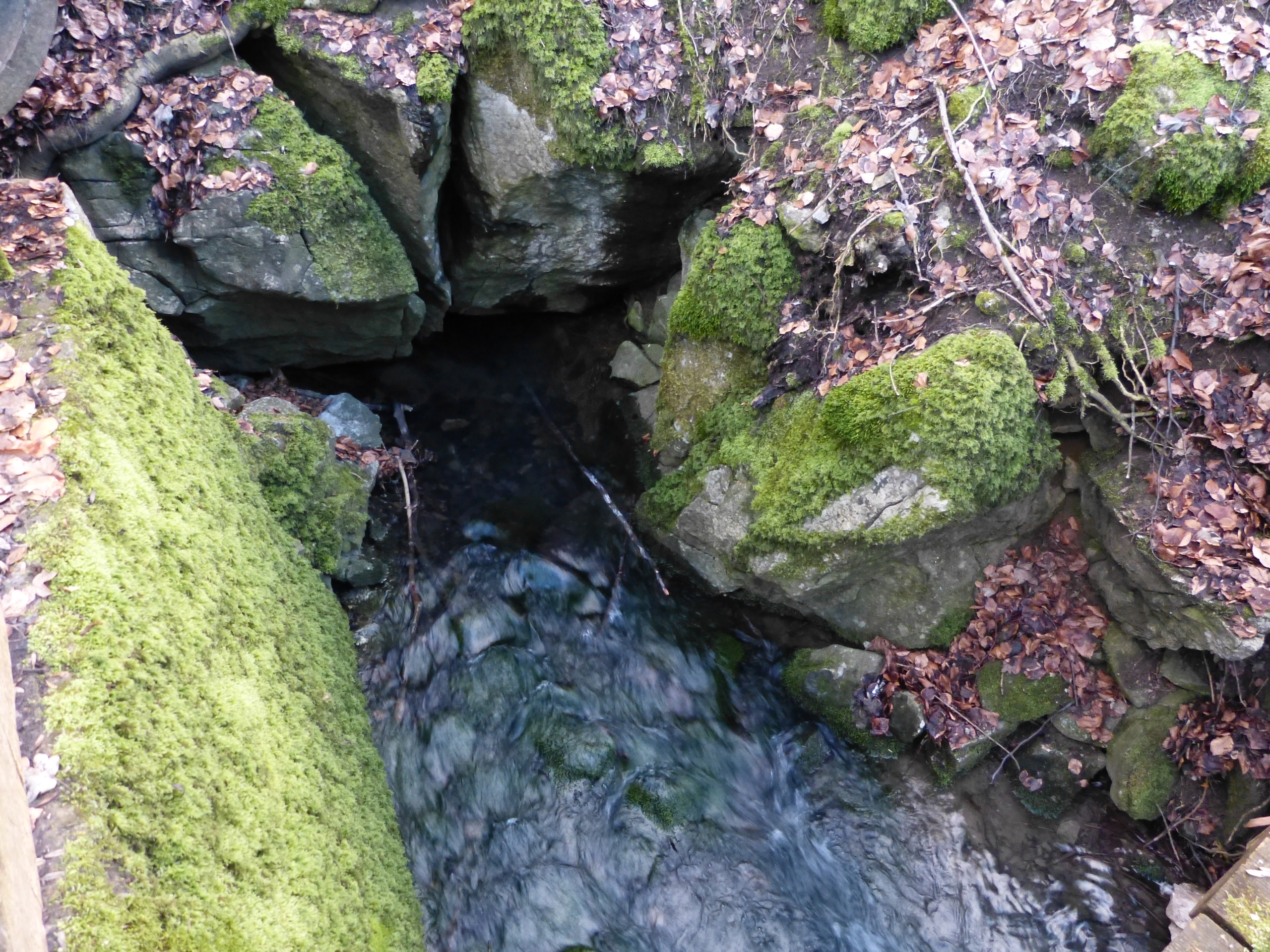
Erdbachaustritt am Schützenhaus bei Erdbach

Die Erdbachhöhle bei Breitscheid im östlichen Westerwald ist mit knapp 100 m die tiefste bekannte Höhle Hessens. Sie befindet sich in der Mitte des Karstgebiets Breitscheid-Erdbach, welches aus einem devonischen Korallenriff entstanden ist.

## Beschreibung
Der Erdbach fällt in Breitscheid im Kleingrubenloch, einer Serie benachbarter Schwinden (♁), in das Höhlensystem und tritt westlich des Ortes Erdbach, 1.250 m östlich sowie 110 m tiefer gelegen, als starke Karstquelle (♁) wieder zu Tage.
Färbeversuche haben für die unterirdische Strecke sehr unterschiedliche Fließzeiten gezeigt, die größtenteils zwischen 14 und 35 Stunden liegen; bereits 1968 wurde bei Hochwasser auch ein Durchlauf in nur 2 Stunden festgestellt. Das deutet auf ein stark verzweigtes Höhlensystem mit abflussbedingt variierenden Wasserwegen hin. Da die Schüttung des Erdbachauslaufs zudem im Schnitt etwa doppelt so hoch ist wie der in Breitscheid versinkende Abfluss, müssen im Höhlensystem noch bedeutende Zuläufe aufgenommen werden.
Die bekannten Teile der Erdbachhöhle weisen den Charakter eines Schacht-Canyon-Systems mit nur wenig Sinterschmuck auf. Die Höhle ist bis heute nicht vollständig erforscht und auch nicht öffentlich zugänglich. Einige erst wenig erforschte Dolinen und Klüfte innerhalb der Breitscheider Ortslage stehen nachweislich mit der Erdbachhöhle in Verbindung.

## Geschichte
1965 gelang es erstmals, in die Höhle einzusteigen, nachdem eine neue Bachschwinde eingebrochen war. Die Höhle wurde in den beiden Folgejahren auf einer Länge von fast 500 m und bis 96 m Tiefe erkundet. Durch ein Hochwasser wurde der Höhleneingang dann wieder zugeschwemmt und erst im Herbst 1991 erneut geöffnet.
Von der benachbarten „Schwinde C“ aus gelang nach jahrelangen Grabungen 1997 der Durchbruch zu einem über 1.000 m langen Höhlensystem. 1999 konnte über einen Siphon eine Verbindung zur Erdbachhöhle hergestellt werden.
Somit ist das „Erdbach-Höhlensystem“ mit ca. 1.800 m vermessener Gesamtganglänge auch das zweitgrößte Höhlensystem Hessens nach dem Herbstlabyrinth-Adventhöhle-System, das sich nur wenige hundert Meter entfernt befindet.
Im August 2013 wurden vom Herbstlabyrinth-Adventhöhle-System aus große Teile (ca. 1,8 km / Stand Anfang 2017) des unterirdisch fließenden Erdbachs entdeckt. Die übrigen 80 m Luftlinie zum Erdbachhöhlensystem konnten bisher unterirdisch noch nicht begangen werden.

## Schutzgebiet
Beide Höhlen sind Teil des Naturschutzgebietes „Erdbacher Höhlen“, das auch die „Große“ und „Kleine Steinkammer“ einschließt – zwei kleinere, frei zugängliche Höhlen im Wald zwischen Breitscheid und Erdbach.